# Monastère Spasso-Kamenni
Le monastère Spasso-Kamenni ou monastère du Sauveur-Kammeny (en russe : Спа́со-Ка́менный монасты́рь) est un des plus anciens monastère de Russie du Nord. Il est établi sur l'île Kamenni (île de pierre) sur le lac Koubenskoïe dans l'oblast de Vologda. Détruit par le pouvoir soviétique du temps de l'URSS, il est actuellement en reconstruction. 

## Histoire
La date de fondation du monastère est considérée comme étant le 19 août 1260, lorsque Gleb Vassilkovitch, petit-fils du grand-prince de Rostov Constantin Vladimirski, est pris dans une violente tempête et échoue sur le rivage de l'île Kamenni du lac Koubenskoïe dans la Principauté de Beloozero. Le prince, priant Dieu de l'avoir sauvé, fait la promesse de fonder un monastère sur les rives. Des hommes du prince sont conduits sur l'île le jour de la Transfiguration. L'île n'était pas déserte : y vivaient environ 23 moines ermites qui y menaient leur vie de moines et s'occupaient de la prédication chrétienne auprès des habitants des rives du lac. Ils avaient une petite chapelle pour leurs prières. Le prince réalise sa promesse et fait construire une église en l'honneur de la Transfiguration du Seigneur. Il pourvoit les moines en icônes et en objets liturgiques et fonde le monastère. Il confie la direction à un des moines : le starets Théodore.

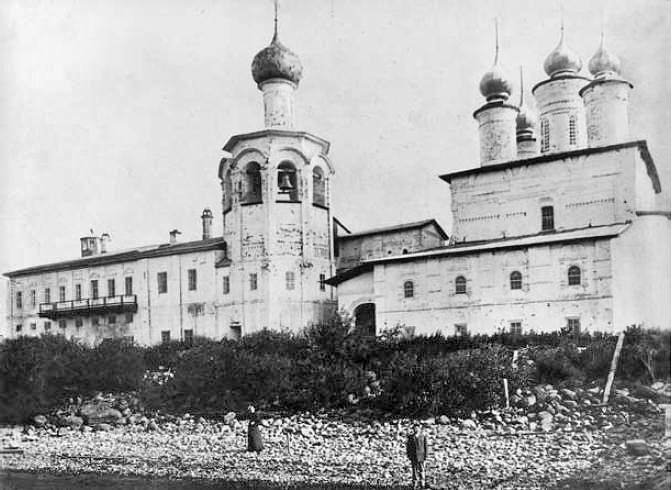
Monastère Spasso-Kamenni en 1909.

Le nouveau monastère est appelé Spasso-Kamenni, et depuis le début de son existence il bénéficie d'une protection particulière des princes de la Principauté de Beloozero. Il atteint rapidement une grande prospérité. Leur vie ascétique, le rayonnement qui attire les dévots et les font prononcer leurs vœux en dotant la communauté, assure le bien-être matériel du monastère. Sous le prince Dimitri Ier Donskoï, le monastère devient connu également de la Grande-principauté de Moscou.
Au XVe siècle le monastère Spasso-Kamenni devient un centre religieux important où travaillent et prient Denis de Glouchitsa, le hiéromoine Alexandre de la Kouchta , Joasaph de Kamenni (fils du prince local Dmitri, prince de Zaozerski).
En 1481, des maîtres-artisans construisent le premier édifice de pierre de la Russie du Nord. Plus tard, ce sont eux qui construiront le monastère de Ferapontov et le monastère de Kirillo-Belozersky. Au XVIe siècle, le moine Germain y écrit La Vie du vénérable Philippe de l'Irap.
Après la mise en place au XVIIIe siècle de prélèvements des biens des monastères au profit de l'État, vient le temps du déclin. Un grand incendie vient aggraver en 1774 la situation par la destruction de toutes les constructions en bois du monastère. Celui-ci est alors fermé et cette situation se prolongea durant vingt-six ans.

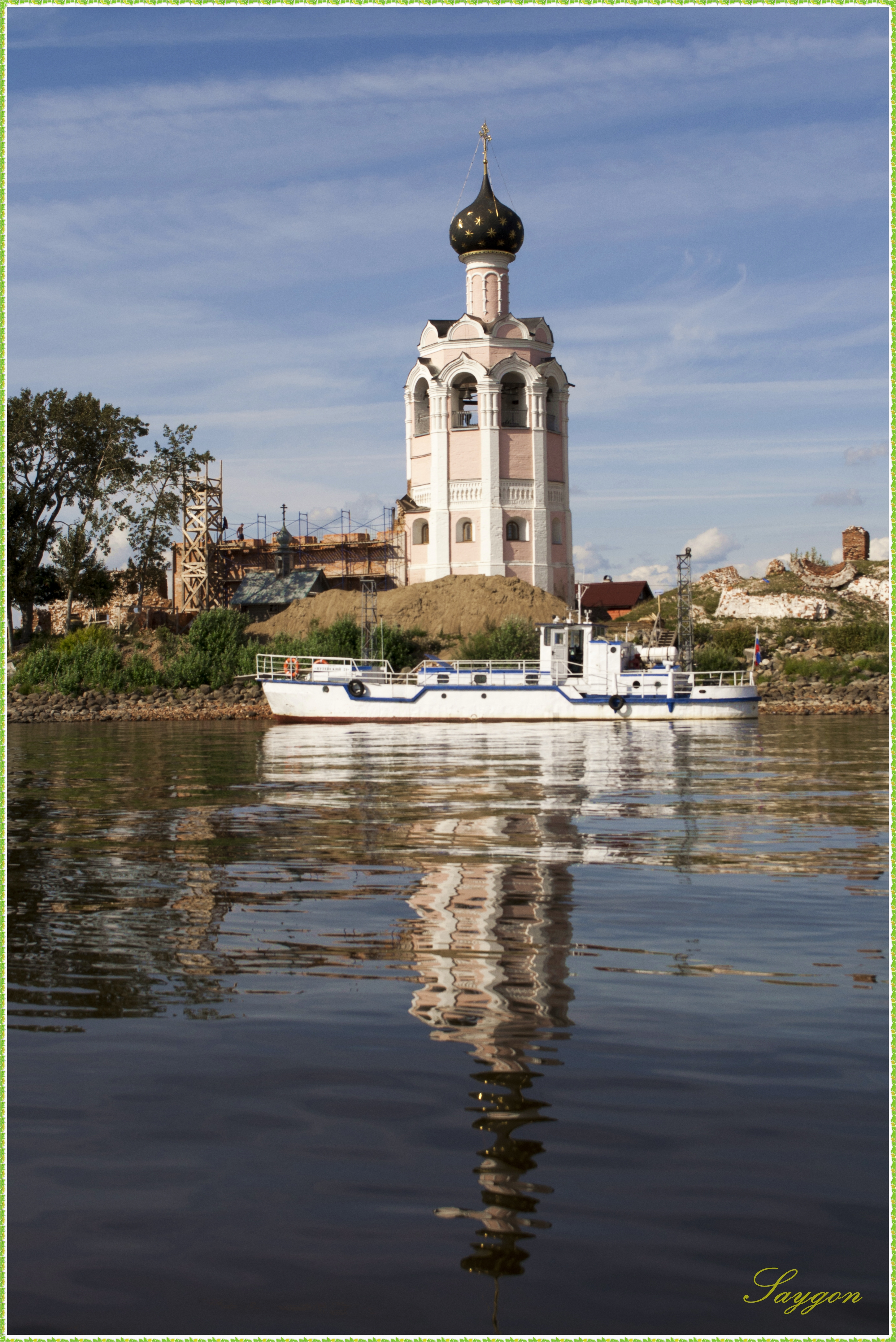
Clocher de l'église de la Dormition

En 1801, sur l'ordre de l'empereur Paul Ier, le monastère est restauré sous le nom d'ermitage Belavinskoï-de-la-Transfiguration-du-Sauveur, et les frères de l'ermitage de l'Épiphanie-Belavinskoï y sont transférés avec leurs biens et leurs propriétés. Cette restauration permit rapidement de développer le monastère et de lui redonner son lustre d'antan. 
En 1892, sur décision du Saint-Synode, le monastère reprend son nom primitif de Spasso-Kamenni. Ses abbés portent le nom d'archimandrites. 
Les autorités soviétiques ferment le monastère en 1925. Les moines sont chassés et dans leurs cellules est créée une maison de redressement pour jeunes délinquants qui finissent par s'échapper de l'île. En outre un incendie vient détruire plusieurs bâtiments. Le monastère est fermé. C'était le plus ancien en Russie du Nord. 
C'est en 1937, que voulant réutiliser les briques du bâtiment pour construire une maison locale de la culture, la décision est prise de faire sauter la cathédrale de la Transfiguration-du-Sauveur. Une explosion viendra détruire l'église à cinq coupoles et il n'en reste plus qu'une ruine à l'exception du clocher. Mais les briques, endommagées par l'explosion, s'avèrent impropres à l'usage auquel on les destinaient. Pendant la guerre, durant les années 1940, une station de pêche et de conditionnement des poissons du lac est organisée. 
Il ne reste des bâtiments du monastère que le clocher de l'église de la Dormition datant du XVIe siècle.
Malgré ces destructions, le monastère reste classé parmi les monuments témoins de l'architecture du XVe siècle au XVIIe siècle, du fait que ce qui reste de l'église de la Dormition est un type d' «église ijé sous les cloches» datant des années 1540.
Depuis 1991, des amateurs enthousiastes restaurent le monastère Spasso-Kamenni. Des fonds ont été alloués par le budget fédéral de la Russie. On construit en 2006 sur l'île Kamenni une hôtellerie de couvent appelée « monastère Spasso-Kamenni » par décret de l'archevêque de Vologda et Veliki Oustioug, Maximilien (Lazarenko). Son supérieur actuel est Dionissi (Denis). Ce dernier a également la responsabilité de la communauté renaissante du monastère de la Dormition-Saint-Alexandre à proximité du lac, dirigée par un hiéromoine.